# Екдизон
Екдизон (грец. ekdysis — линька) — гормон, який належить до групи стероїдів, стимулюючих линяння та життєвий цикл комах.
Діє як антиоксидант перекисного окислення ліпідів 
.